# Campeonato Sul-Americano de Corta-Mato de 2009
O 24º Campeonato Sul-Americano de Corta-Mato de 2009 foi realizado em Concepción, no Chile, no dia 21 de fevereiro de 2009. Participaram da competição 73 atletas de sete nacionalidades. Na categoria sênior masculino Roberto Carlos Echeverría do Chile levou o ouro, e na categoria sênior feminino Zenaide Vieira do Brasil levou o ouro.

## Medalhistas
Esses foram os campeões da competição.
| Evento                   | Ouro                                   | Ouro  | Prata                                   | Prata | Bronze                             | Bronze |
| ------------------------ | -------------------------------------- | ----- | --------------------------------------- | ----- | ---------------------------------- | ------ |
| Individual               |                                        |       |                                         |       |                                    |        |
| Masculino sênior (12 km) | Roberto Carlos Echeverría · Chile      | 37:08 | Gladson Alberto Silva Barbosa · Brasil  | 37:14 | Sergio Celestino da Silva · Brasil | 37:45  |
| Masculino junior (8 km)  | Víctor Aravena · Chile                 | 25:09 | Paulo Sérgio dos Reis Carvalho · Brasil | 25:12 | Éderson Vilela Pereira · Brasil    | 25:42  |
| Masculino juvenil (4 km) | Guilherme Ademilson dos Anjos · Brasil | 13:03 | Dagoberto Galindo · Chile               | 13:04 | David Javier · Peru                | 13:05  |
| Feminino sênior (8 km)   | Zenaide Vieira · Brasil                | 28:08 | Yeisi Álvarez · Venezuela               | 28:13 | Inés Melchor · Peru.               | 28:25  |
| Feminino junior (6 km)   | Charo Inga · Peru                      | 22:29 | Yoni Ninahuamán · Peru                  | 22:53 | Dina Cid · Chile                   | 23:19  |
| Feminino juvenil (3 km)  | Patricia Lemos da Silva · Brasil       | 10:41 | Jessica Ladeira Soares · Brasil         | 10:50 | Soledad Torre · Peru               | 10:59  |
| Equipe                   |                                        |       |                                         |       |                                    |        |
| Masculino sênior         | Brasil                                 | 9     | Chile                                   | 17    | Venezuela                          | 41     |
| Masculino júnior         | Brasil                                 | 9     | Chile                                   | 16    |                                    |        |
| Masculino juvenil        | Brasil                                 | 10    | Chile                                   | 18    |                                    |        |
| Feminino sênior          | Brasil                                 | 12    | Chile                                   | 25    |                                    |        |
| Feminino júnior          | Peru                                   | 8     | Chile                                   | 19    | Brasil                             | 19     |
| Feminino juvenil         | Brasil                                 | 9     | Chile                                   | 25    |                                    |        |

## Resultados da corrida

### Masculino sênior (12 km)
Individual
| Posição           | Atleta                        | Nacionalidade | Tempo |
| ----------------- | ----------------------------- | ------------- | ----- |
| Medalha de ouro   | Roberto Carlos Echeverría     | Chile         | 37:08 |
| Medalha de prata  | Gladson Alberto Silva Barbosa | Brasil        | 37:14 |
| Medalha de bronze | Sergio Celestino da Silva     | Brasil        | 37:45 |
| 4                 | Claudir Rodrigues             | Brasil        | 37:53 |
| 5                 | Adilson Alves Dolberth        | Brasil        | 38:02 |
| 6                 | Richard Mamani                | Bolívia       | 38:03 |
| 7                 | Mauricio Díaz                 | Chile         | 38:04 |
| 8                 | Constantino León              | Peru          | 38:05 |
| 9                 | Leslie Encina                 | Chile         | 38:27 |
| 10                | Daniel Chaves da Silva        | Brasil        | 38:30 |
| 11                | Nicolás Cuestas               | Uruguai       | 38:38 |
| 12                | Didimo Sánchez                | Venezuela     | 39:04 |
| 13                | Raúl Mora                     | Chile         | 391:1 |
| 14                | Lervis Arias                  | Venezuela     | 39:32 |
| 15                | Deivis Sánchez                | Venezuela     | 39:37 |
| 16                | Ernesto Andrés Zamora         | Uruguai       | 39:40 |
| 17                | Pablo Gardiol                 | Uruguai       | 39:57 |
| 18                | Patricio Uribe                | Chile         | 41:19 |

Equipe
| Gladson Alberto Silva Barbosa | 2    |
| Sergio Celestino da Silva     | 3    |
| Claudir Rodrigues             | 4    |
| (Adilson Alves Dolberth)      | (5)  |
| (Daniel Chaves da Silva)      | (10) |

| Roberto Carlos Echeverría | 1    |
| Mauricio Díaz             | 7    |
| Leslie Encina             | 9    |
| (Patricio Uribe)          | (18) |

| Didimo Sánchez | 12 |
| Lervis Arias   | 14 |
| Deivis Sánchez | 15 |

| Nicolás Cuestas       | 11 |
| Ernesto Andrés Zamora | 16 |
| Pablo Gardiol         | 17 |

* Nota: Os atletas entre parênteses não pontuaram para o resultado da
equipe.

### Masculino júnior (8 km)
Individual
| Posição           | Atleta                         | Nacionalidade | Tempo |
| ----------------- | ------------------------------ | ------------- | ----- |
| Medalha de ouro   | Víctor Aravena                 | Chile         | 25:09 |
| Medalha de prata  | Paulo Sérgio dos Reis Carvalho | Brasil        | 25:12 |
| Medalha de bronze | Éderson Vilela Pereira         | Brasil        | 25:42 |
| 4                 | Antonio Ribeiro Barbosa Filho  | Brasil        | 26:09 |
| 5                 | Valdison das Neves Silva       | Brasil        | 26:14 |
| 6                 | Daniel Estrada                 | Chile         | 27:02 |
| 7                 | Derlis Ayala                   | Paraguai      | 27:08 |
| 8                 | Cirilo Nogales                 | Bolívia       | 27:19 |
| 9                 | Felipe Matamala                | Chile         | 27:43 |
| 10                | Jordan Camejo                  | Venezuela     | 28:32 |
| 11                | Raúl Moya                      | Chile         | 28:60 |

Equipe
| Paulo Sérgio dos Reis Carvalho | 2   |
| Éderson Vilela Pereira         | 3   |
| Antonio Ribeiro Barbosa Filho  | 4   |
| (Valdison das Neves Silva)     | (5) |

| Víctor Aravena  | 1    |
| Daniel Estrada  | 6    |
| Felipe Matamala | 9    |
| (Raúl Moya)     | (11) |

* Nota: Os atletas entre parênteses não pontuaram para o resultado da equipe.

### Masculino juvenil (4 km)
Individual
| Posição           | Atleta                        | Nacionalidade | Tempo |
| ----------------- | ----------------------------- | ------------- | ----- |
| Medalha de ouro   | Guilherme Ademilson dos Anjos | Brasil        | 13:03 |
| Medalha de prata  | Dagoberto Galindo             | Chile         | 13:04 |
| Medalha de bronze | David Javier                  | Peru          | 13:05 |
| 4                 | Ioran Fernandes Etchechury    | Brasil        | 13:12 |
| 5                 | Tiago Lima da Silva           | Brasil        | 13:17 |
| 6                 | Niel Alarcón                  | Peru          | 13:21 |
| 7                 | Roberto Tello                 | Chile         | 13:28 |
| 8                 | Iván Choque                   | Bolívia       | 13:29 |
| 9                 | Juan Cárcamo                  | Chile         | 13:31 |

Equipe
| Guilherme Ademilson dos Anjos | 1 |
| Ioran Fernandes Etchechury    | 4 |
| Tiago Lima da Silva           | 5 |

| Dagoberto Galindo | 2 |
| Roberto Tello     | 7 |
| Juan Cárcamo      | 9 |

* Nota: Os atletas entre parênteses não pontuaram para o resultado da equipe.

### Feminino sênior (8 km)
Individual
| Posição           | Atleta                           | Nacionalidade | Tempo |
| ----------------- | -------------------------------- | ------------- | ----- |
| Medalha de ouro   | Zenaide Vieira                   | Brasil        | 28:08 |
| Medalha de prata  | Yeisi Álvarez                    | Venezuela     | 28:13 |
| Medalha de bronze | Inés Melchor                     | Peru          | 28:25 |
| 4                 | Nelbi Sánchez                    | Bolívia       | 28:29 |
| 5                 | Sueli Pereira Silva              | Brasil        | 28:35 |
| 6                 | Rosângela Raimunda Pereira Faria | Brasil        | 28:56 |
| 7                 | Clara Morales                    | Chile         | 29:00 |
| 8                 | Érika Olivera                    | Chile         | 29:17 |
| 9                 | Adriana Aparecida da Silva       | Brasil        | 29:26 |
| 10                | Susana Rebolledo                 | Chile         | 29:30 |
| 11                | Claudia Ramírez                  | Uruguai       | 31:17 |
| 12                | Rosa Elizabeth Ramos             | Paraguai      | 31:45 |
| 13                | Isabel Lobos                     | Chile         | 31:58 |
| —                 | Eliana Vásquez                   | Chile         | DNF   |

Equipe
| Zenaide Vieira                   | 1   |
| Sueli Pereira Silva              | 5   |
| Rosângela Raimunda Pereira Faria | 6   |
| (Adriana Aparecida da Silva)     | (9) |

| Clara Morales    | 7     |
| Érika Olivera    | 8     |
| Susana Rebolledo | 10    |
| (Isabel Lobos)   | (13)  |
| (Eliana Vásquez) | (DNF) |

* Nota: Os atletas entre parênteses não pontuaram para o resultado da equipe.

### Feminino júnior (6 km)
Individual
| Posição           | Atleta                      | Nacionalidade | Tempo |
| ----------------- | --------------------------- | ------------- | ----- |
| Medalha de ouro   | Charo Inga                  | Peru          | 22:29 |
| Medalha de prata  | Yoni Ninahuamán             | Peru          | 22:53 |
| Medalha de bronze | Dina Cid                    | Chile         | 23:19 |
| 4                 | Jenifer do Nascimento Silva | Brasil        | 23:43 |
| 5                 | Jovanna da la Cruz          | Peru          | 23:53 |
| 6                 | Bárbara González            | Chile         | 24:34 |
| 7                 | Adriana Oliveira Silva      | Brasil        | 24:57 |
| 8                 | Rafaela Ritz dos Santos     | Brasil        | 24:59 |
| 9                 | Derirrane Lopes Santos      | Brasil        | 25:12 |
| 10                | Margarita Masías            | Chile         | 26:49 |
| —                 | Darling Bascur              | Chile         | DNF   |

Equipe
| Charo Inga       | 1 |
| Yoni Ninahuamán  | 2 |
| Bárbara González | 6 |

| Dina Cid         | 3     |
| Bárbara González | 6     |
| Margarita Masías | 10    |
| (Darling Bascur) | (DNF) |

| Jenifer do Nascimento Silva | 4   |
| Adriana Oliveira Silva      | 7   |
| Rafaela Ritz dos Santos     | 8   |
| (Derirrane Lopes Santos)    | (9) |

* Nota: Os atletas entre parênteses não pontuaram para o resultado da equipe.

### Feminino juvenil (3 km)
Individual
| Posição           | Atleta                  | Nacionalidade | Tempo |
| ----------------- | ----------------------- | ------------- | ----- |
| Medalha de ouro   | Patricia Lemos da Silva | Brasil        | 10:41 |
| Medalha de prata  | Jessica Ladeira Soares  | Brasil        | 10:50 |
| Medalha de bronze | Soledad Torre           | Peru          | 10:59 |
| 4                 | Alelí Aparicio          | Peru          | 11:02 |
| 5                 | Helen Baltazar          | Bolívia       | 11:23 |
| 6                 | Bruna Esser Rocha       | Brasil        | 11:30 |
| 7                 | Giselle Álvarez         | Chile         | 11:36 |
| 8                 | María Silva             | Chile         | 11:39 |
| 9                 | Juana Paniagua          | Paraguai      | 11:46 |
| 10                | Micaela Vallejos        | Chile         | 11:47 |

Equipe
| Patricia Lemos da Silva | 1 |
| Jessica Ladeira Soares  | 2 |
| Bruna Esser Rocha       | 6 |

| Giselle Álvarez  | 7  |
| María Silva      | 8  |
| Micaela Vallejos | 10 |

* Nota: Os atletas entre parênteses não pontuaram para o resultado da equipe.

## Quadro de medalhas (não oficial)
| Ordem | País      | Medalha de ouro | Medalha de prata | Medalha de bronze | Total |
| ----- | --------- | --------------- | ---------------- | ----------------- | ----- |
| 1     | Brasil    | 8               | 3                | 3                 | 14    |
| 2     | Chile     | 2               | 7                | 1                 | 10    |
| 3     | Peru      | 2               | 1                | 3                 | 6     |
| 4     | Venezuela | 0               | 1                | 1                 | 2     |
|       | TOTAL     | 12              | 12               | 8                 | 32    |

* Nota: O total de medalhas incluem  as competições individuais e de equipe, com medalhas na competição por equipe contando como uma medalha.

## Participação
De acordo com uma contagem não oficial, participaram 73 atletas de 7 nacionalidades.
| - Bolívia (5) - Brasil (23) - Chile (24) | - Paraguai (3) - Peru (9) | - Uruguai (4) - Venezuela (5) |